# 奇民秀
奇民秀（韓語：기민수），韓國電視劇導演。

## 作品

### 導演
- 2004年：KBS《比花還美》
- 2006年：KBS《告別單身》
- 2009年：KBS《傻瓜》
- 2011年：KBS《愛在烏鵲橋》
- 2013年：KBS《好醫生》
- 2015年：KBS《Blood》

### 製作
- 2015年：KBS《全都會好的》
- 2017年：ABC《好醫生》
- 2020年：KBS《結過一次了》

## 外部連結
- NAVER搜索（页面存档备份，存于）